# Zagymnus rugicollis
Zagymnus rugicollis là một loài bọ cánh cứng trong họ Cerambycidae.